# Santa Rosa da Serra
Santa Rosa da Serra is een gemeente in de Braziliaanse deelstaat Minas Gerais. De gemeente telt 3.407 inwoners (schatting 2009).

## Aangrenzende gemeenten
De gemeente grenst aan Campos Altos, Córrego Danta, Estrela do Indaiá en São Gotardo.